# میدل‌مارچ
میدل‌مارچ (به انگلیسی: Middlemarch)، که نگارش آن از اوت ۱۸۶۹ تا نوامبر ۱۸۷۰ به درازا کشید و سرانجام در سال ۱۸۷۲–۱۸۷۳ به صورت کامل منتشر شد، داستانی است رئالیستی دربارهٔ انسان‌هایی که ظواهر زندگیشان ساده است اما زندگی درونی بغرنجی دارند.
میدل مارچ داستان یک شهر با همه ابعاد و مناسباتش است. جورج الیوت به همه جنبه‌های زندگی می‌پردازد: هنر، علم، مذهب، سیاست، جامعه، روابط افراد، دغدغه‌های شخصی و عشق.
این کتاب مهم‌ترین اثر جورج الیوت و از برترین رمان‌های انگلیسی قرن ۱۹ محسوب می‌شود.